# 上路雪江
上路 雪江（じょうじ ゆきえ、1974年10月6日 - ）は、日本のフリーアナウンサー。元岩手めんこいテレビアナウンサー。
旧姓・旧芸名は佐藤 雪江（さとう ゆきえ）。

## 来歴
福島県福島市出身。福島大学卒業後、1998年に、岩手めんこいテレビにアナウンサーとして入社する。先輩アナ・常世晶子の退社により、入社後すぐ情報番組『山・海・漬』の二代目女子アナ司会者に抜擢される。全国ネットの番組では『FNS27時間テレビ』や『女子アナスペシャル』に出演。その後、当時IBC岩手放送の社員であった上路健介（現実業家）と結婚を経て退社。
育児期間は休業していたが、2002年にフリーアナウンサーに転身し、前述にある夫の縁でIBC岩手放送の『じゃじゃじゃTV』で照井健とともに司会を担当（一時産休期間あり）。以後、テレビ番組やラジオ番組への出演、各種イベントの司会などで活動している。
結婚・出産を経てもしばらくは旧姓の「佐藤雪江」で活動していたが、『じゃじゃじゃTV』を降板して東京へ活動の拠点を移してからは現在の「上路雪江」(本名)を名乗り、ビビット』(2015年4月〜2019年9月)やその後継の『グッとラック!』(2019年10月〜2021年3月)といったTBSの番組に出演。2023年1月からはゴゴスマの中継レポーターとして、水曜日と金曜日に出演していた。

## 不倫報道とその後
2023年4月17日、『FLASH』電子版で妻子持ちのフリーディレクターとの不倫疑惑が報じられた。記事には4月上旬、横浜・中華街の飲食店で順番待ちをし、食事後にシティホテルでチェックインし、約6時間半滞在という内容や男性と手をつないでいる写真が掲載され、上路も既婚者であることから「W不倫」と報じられた。報道を受け、上路は所属するホリプロを通じて、相手の男性とは
「仕事仲間」で「男女の関係ではない」と釈明。「ホテルにはチェックインしていない。トイレを確認するために立ち寄った」、「商業施設で購入したワインを(中華街近くの)芝生広場で飲んで、買い物をして帰っただけ」「酔うとキョロキョロする癖があり、手をつないで引っ張ってもらうことがよくあります。」と説明し、自身の不倫疑惑を完全否定した。
「ゴゴスマ」は報道後、1度も出演することなく降板が決定した。
2023年5月1日、4月いっぱいでの「ゴゴスマ」降板とホリプロから契約解除されていた事が報道された。

## 出演

### アナウンサー以前
映画
- 夢二人形 - お葉 役
  - 三面夢姿繪 ―みつおもてゆめのすがたえ - 主演・お葉 役

### めんこいテレビ時代
- mitスーパーニュース
- 山・海・漬

### フリー転向後
テレビ番組
- じゃじゃじゃTV（IBC岩手放送、2006年10月-2007年9月までは産休のため一時降板）
- じゃじゃじゃFriday（IBC岩手放送、2005年10月-2006年9月）
- イブニングワイド（TBS）
- Nスタ（TBS）
- 北海道・東北ふるさとタイム（にっぽんケーブルチャンネル、2012年10月 - ）
- 白熱ライブ ビビット（TBS、2015年10月 - 2019年9月）リポーター※VTRでの第一声は、東海林のり子のセリフをまねて「現場の上路です」。
- グッとラック!（TBS、2019年9月 - 2021年3月）リポーター ※前番組のビビットから引き続き担当。
- ゴゴスマ -GO GO!Smile!- （CBC、2023年1月20日 - 2023年4月）リポーター

ラジオ番組
- 朝のペパーミントタイム（2007年4月-2008年3月、水曜日担当、エフエム岩手）